# Laimutė Baikauskaitė
Laimutė Baikauskaitė, litovska atletinja, * 10. junij 1956, Gaideliai, Sovjetska zveza.
Nastopila je na poletnih olimpijskih igrah leta 1988 ter osvojila naslov olimpijske podprvakinje v teku na 1500 m.